# Perwang am Grabensee
Perwang am Grabensee  ist eine Gemeinde in Oberösterreich im Bezirk Braunau am Inn im Innviertel mit 1129 Einwohnern (Stand 1. Jänner 2024). Der zuständige Gerichtsbezirk ist der Gerichtsbezirk Mattighofen.

## Geografie

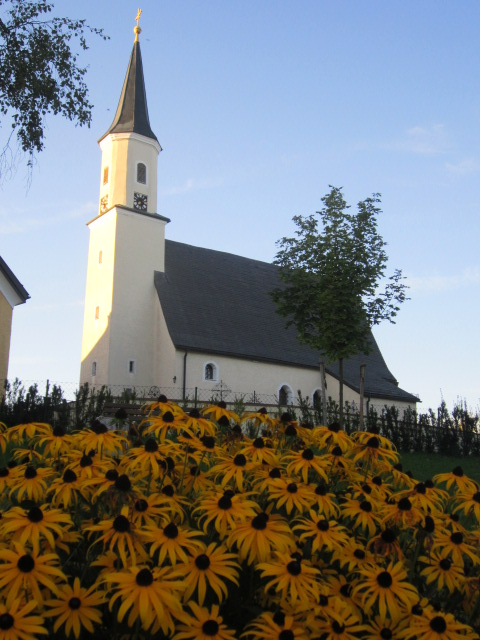
Pfarrkirche Perwang

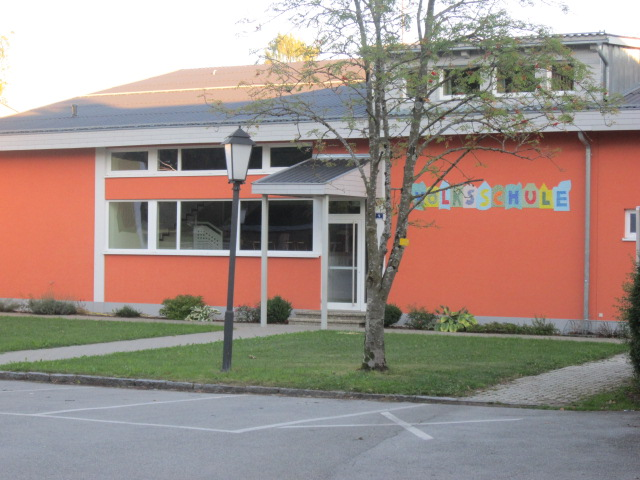
Volksschule

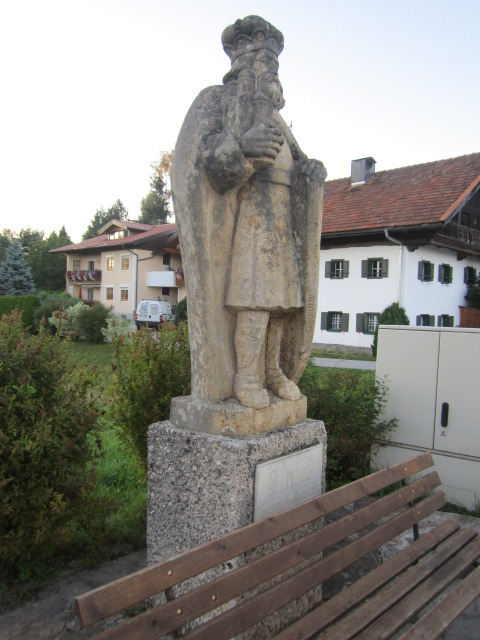
Statue Hl. Leopold, Landespatron von Oberösterreich

Perwang am Grabensee liegt auf 531 m Höhe im Innviertel. Die Ausdehnung beträgt von Nord nach Süd 4,8 km, von West nach Ost 4,8 km. Die Gesamtfläche beträgt 6,9 km². 20,3 % der Fläche sind bewaldet, 69,6 % der Fläche sind landwirtschaftlich genutzt.
Der Hinweis im Ortsnamen „am Grabensee“ ist teilweise irreführend. Der See liegt nämlich größtenteils im Bundesland Salzburg, genauer hauptsächlich in der Nachbargemeinde Berndorf bei Salzburg. Das einzige öffentliche Strandbad am Grabensee liegt jedoch in der Gemeinde Perwang am nördlichen Ufer und wird von der Gemeinde Perwang betrieben.

### Gemeindegliederung
Das Gemeindegebiet umfasst folgende 15 Ortschaften (in Klammern Einwohnerzahl Stand 1. Jänner 2024):
- Baumgarten (11)
- Edt (9)
- Elexlochen (32)
- Endfelden (23)
- Grub (16)
- Gumperding (50)
- Hinterbuch (117)
- Kirchsteig (6)
- Oberröd (212)
- Perwang am Grabensee (442)
- Reith (9)
- Rödhausen (78)
- Rudersberg (97)
- Stockach (12)
- Unterröd (15)

Die Gemeinde besteht aus den Katastralgemeinden Perwang und Rudersberg.

### Nachbargemeinden
| Dorfbeuern (SL)           | Feldkirchen bei Mattighofen                 | Kirchberg bei Mattighofen |
| Nußdorf am Haunsberg (SL) | Kompassrose, die auf Nachbargemeinden zeigt | Palting                   |
|                           | Berndorf bei Salzburg (SL)                  |                           |

## Geschichte
Das Gebiet wurde im 6. Jahrhundert durch die Bajuwaren besiedelt, darauf weisen die  Ortsnamen Ober- und Unteröd, Rödhausen und Hinterbuch hin. Die erste urkundliche Erwähnung von Perwang erfolgte als Pirchinuvanth in einer Urkunde von 963. Darin wird beschrieben, dass Perwang im Zuge eines Tausches zwischen dem Grafen Aribo  und dem Salzburger Erzbischof Friedrich I. an Salzburg kam, wo es 400 Jahre lang bleiben sollte.
Von 1391 an ist das Salzburger Geschlecht der Noppinger Besitzer des Meierhofes Perwang. Im Jahr 1473 bauen die Brüder Seybot, Chunrad, Georg und Christian von Nopping eine kleine Kirche, die dem hl. Johannes dem Täufer geweiht wird. Daraus entwickelt sich die heutige Pfarrkirche.
Das heutige Gemeindegebiet war lange Zeit geteilt. Der östliche Teil gehörte zu Bayern und kam 1779 im Frieden von Teschen zu Österreich. Im Zuge der Abtretung von Bayern an Österreich besuchte 1779 Kaiser Josef II. das Innviertel und nächtigte am 28. Oktober in Perwang. Der größere westliche Teil war im Besitz des Erzstifts Salzburg und kam erst 1805 zu Österreich.
Im Jahr 1786 wurde Perwang eine eigene Pfarre, 1848 wurde die Gemeinde Palting-Perwang gegründet, wobei der Gemeindesitz regelmäßig wechselte.
1958 initiierte Palting eine Volksbefragung, trennte sich von Palting-Perwang und ist seitdem eine eigenständige Gemeinde.

### Einwohnerentwicklung
1991 hatte die Gemeinde laut Volkszählung 640 Einwohner. Da sowohl Geburtenbilanz als auch Wanderungsbilanz positiv waren, stieg die Bevölkerungszahl auf 718 im Jahr 2001 und weiter auf 884 im Jahr 2011, um aktuell einen Höchststand von 997 Personen zu erreichen (Stand 2018).

## Kultur und Sehenswürdigkeiten
- Schloss Perwang
- Pfarrkirche Perwang
- Zoll- und Heimatmuseum Perwang

## Wirtschaft und Infrastruktur

### Wirtschaftssektoren
Von den 37 landwirtschaftlichen Betrieben des Jahres 2010 wurden sechzehn im Haupt- und 21 im Nebenerwerb geführt. Die Haupterwerbsbauern bewirtschafteten mehr als zwei Drittel der Flächen. Der größte Arbeitgeber im Produktionssektor war die Bauwirtschaft mit 31 Beschäftigten. Im Dienstleistungssektor gab es die meisten Erwerbstätigen in den Bereichen soziale und öffentliche Dienste, freiberufliche Tätigkeiten und Beherbergung und Gastronomie.
| Wirtschaftssektor            | Anzahl Betriebe | Anzahl Betriebe | Erwerbstätige | Erwerbstätige |
| Wirtschaftssektor            | 2011            | 2001            | 2011          | 2001          |
| ---------------------------- | --------------- | --------------- | ------------- | ------------- |
| Land- und Forstwirtschaft 1) | 37              | 40              | 24            | 31            |
| Produktion                   | 8               | 9               | 45            | 62            |
| Dienstleistung               | 32              | 10              | 66            | 32            |

1) Betriebe mit Fläche in den Jahren 2010 und 1999

### Arbeitsmarkt, Pendeln
Im Jahr 2011 wohnten 455 Erwerbstätige in Perwang. Davon arbeiteten 79 in der Gemeinde, mehr als achtzig Prozent pendelten aus.

### Vereine
- Kameradschaftsbund
- Sportverein
- Goldhaubengruppe Perwang
- Grabenseer Schützen Perwang
- Österreichische Wasserrettung, OS Grabensee
- PC Club Perwang
- Tennisclub Perwang
- Trachtenmusikkapelle Perwang
- Landjugend
- Seniorenbund
- Jagdmusik
- Ortsbauern/-bäuerinnen
- Sparverein
- Jägerschaft
- Tourismusverband
- Perwanger Wirtschaft
- Imker Palting-Perwang

## Politik
Der Gemeinderat hat 13 Mitglieder.

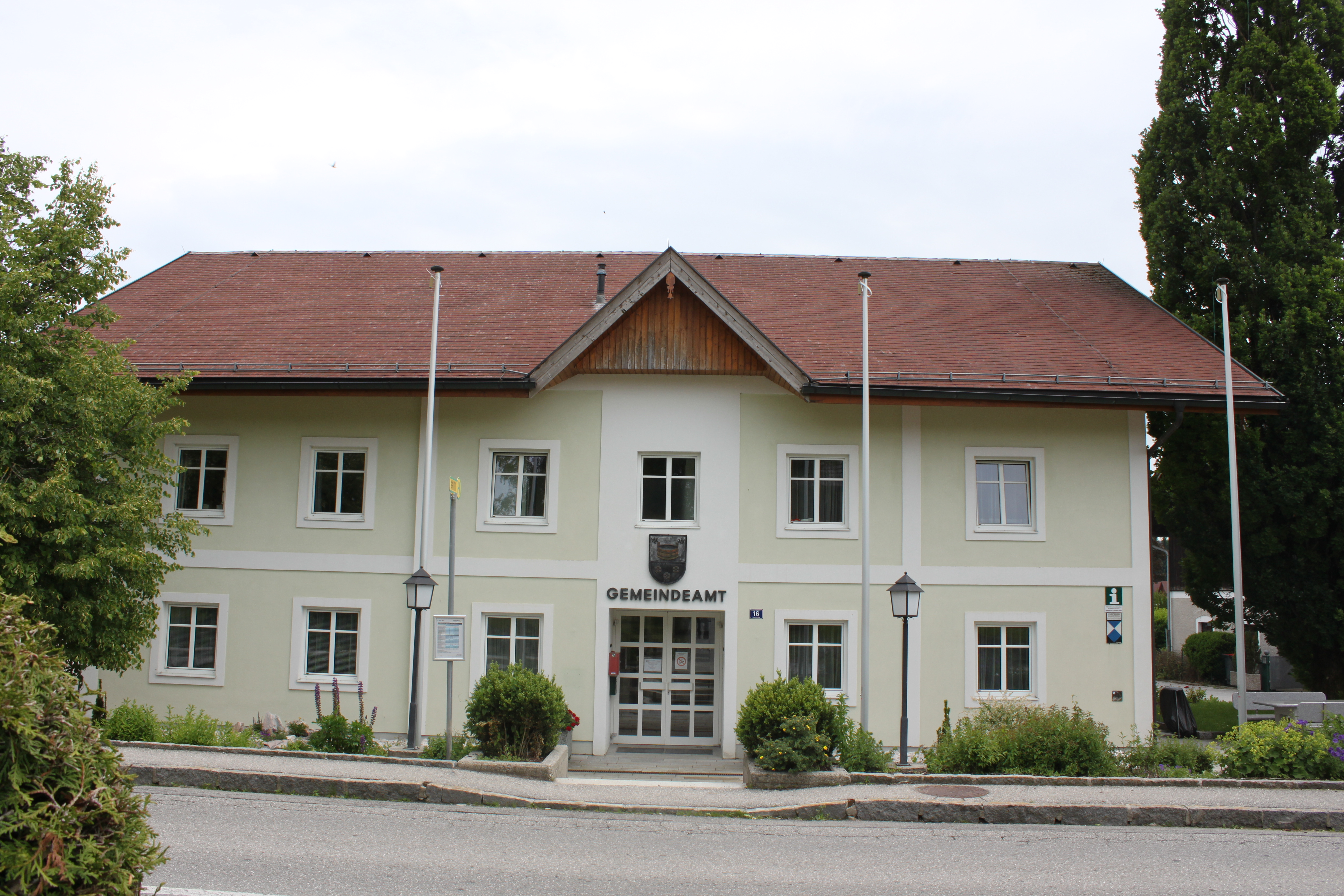
Gemeindeamt Perwang am Grabensee

- Mit den Gemeinderats- und Bürgermeisterwahlen in Oberösterreich 1997 hatte der Gemeinderat folgende Verteilung: 9 ÖVP und 4 SPÖ.
- Mit den Gemeinderats- und Bürgermeisterwahlen in Oberösterreich 2003 hatte der Gemeinderat folgende Verteilung: 8 ÖVP und 5 SPÖ.
- Mit den Gemeinderats- und Bürgermeisterwahlen in Oberösterreich 2009 hatte der Gemeinderat folgende Verteilung: 10 ÖVP und 3 SPÖ.
- Mit den Gemeinderats- und Bürgermeisterwahlen in Oberösterreich 2015 hatte der Gemeinderat folgende Verteilung: 9 ÖVP, 2 SPÖ und 2 NEOS.
- Mit den Gemeinderats- und Bürgermeisterwahlen in Oberösterreich 2021 hat der Gemeinderat folgende Verteilung: 8 ÖVP, 3 SPÖ und 2 PULS.[10][11]

### Bürgermeister
- 1997–2021 Josef Sulzberger (ÖVP)[12]
- seit 2021 Reinhard Sulzberger (ÖVP)[13]

### Wappen
Offizielle Beschreibung des Gemeindewappens: Geteilt; oben in Silber ein rotes Brauschaff mit zwei goldenen Reifen, die Henkel besteckt mit schwarzen Hahnenfedern; unten in Schwarz drei goldene, zwei zu eins gestellte, heraldische, fünfblättrige Rosen mit grünen Kelchblättern und roten Butzen. Die Gemeindefarben sind Weiß-Rot-Gelb.

## Persönlichkeiten

### Ehrenbürger der Gemeinde
- Erwin Wenzl (GR-Beschluss vom 10. Juli 1961)
- Karl Linecker (GR-Beschluss vom 10. Juli 1961)
- Franz Xaver Zweimüller (GR-Beschluss vom 11. September 1961)
- Johann Kreuzeder (GR-Beschluss vom 17. August 1968)
- Franz Gallnbrunner (GR-Beschluss vom 26. Juni 1969)
- Heinrich Gleißner (GR-Beschluss vom 26. Juni 1969)
- Willibald Böhm (GR-Beschluss vom 5. Mai 1971)
- Josef Ratzenböck (GR-Beschluss vom 30. März 1978)
- Josef Krenner (GR-Beschluss vom 30. März 1978)
- Karl Grünner (GR-Beschluss vom 20. März 1986)
- Johann Winetzhammer (GR-Beschluss vom 20. März 1986)
- Josef Pühringer (GR-Beschluss vom 3. April 1997)
- Fritz Hochmair (GR-Beschluss vom 3. April 1997)
- Ludwig Renzl (GR-Beschluss vom 29. Dezember 1997)
- Pater Virgil Prasser (GR-Beschluss vom 14. Jänner 2016)
- Josef Sulzberger (GR-Beschluss vom 9. Dezember 2021)